# 1963 en philosophie
Chronologie de la philosophie
- 1959
- 1960
- 1961
- 1962
- 1963
- 1964
- 1965
- 1966
- 1967

L’année 1963 a été marquée, en philosophie, par les événements suivants :

## Publications
- Johan Degenaar : 
  - Die Sterflikheid van die Siel. Johannesburg: Simondium
  - Op Weg na 'n Nuwe Politieke Lewenshouding. Kaapstad: Tafelberg

### Rééditions
- Descartes, Œuvres philosophiques, textes établis, présentés et annotés par Ferdinand Alquié, 3 vol. (I : 1618-1637, II : 1638-1642, III : 1643-1650), Classiques Garnier, 1963-1973

- Blaise Pascal :  Œuvres complètes, Louis Lafuma, Seuil, L'Intégrale, 1963

- Thomas More : * The Complete Works of Thomas More, 15 volumes, en 21 tomes, édités par Yale University, New Haven et Londres, 1963-1997.